# Voigtsmühle (Friedland)

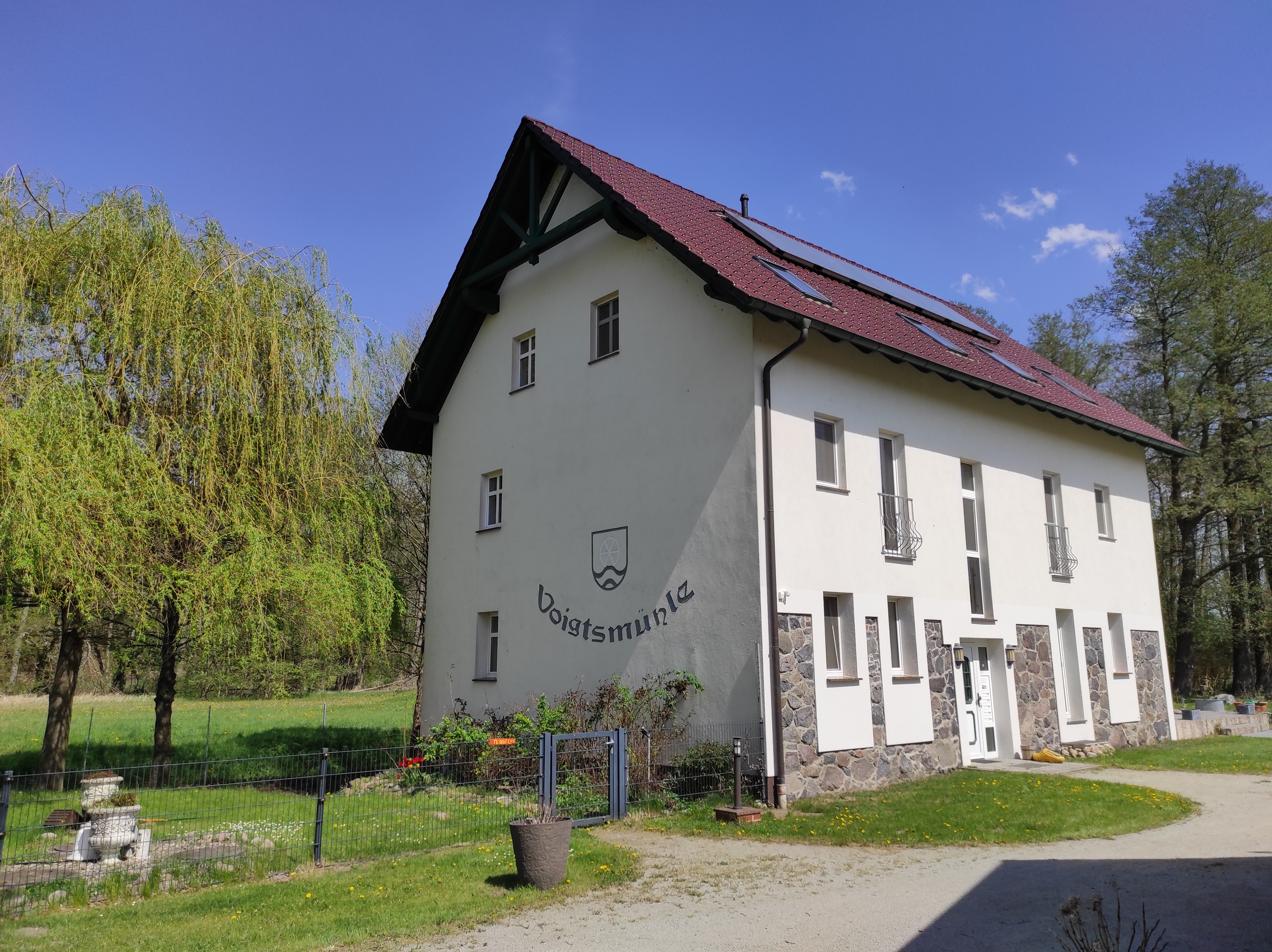
Voigtsmühle, ehemaliges Mühlengebäude, Längsseite

Die Voigtsmühle ist ein Wohnplatz im Ortsteil Niewisch der Stadt Friedland im Landkreis Oder-Spree (Brandenburg). Die Wassermühle an der Samgase ist 1601 erstmals urkundlich erwähnt. Sie gehörte in der Frühen Neuzeit und noch etwas später wie Niewisch selber zur Herrschaft Lieberose.

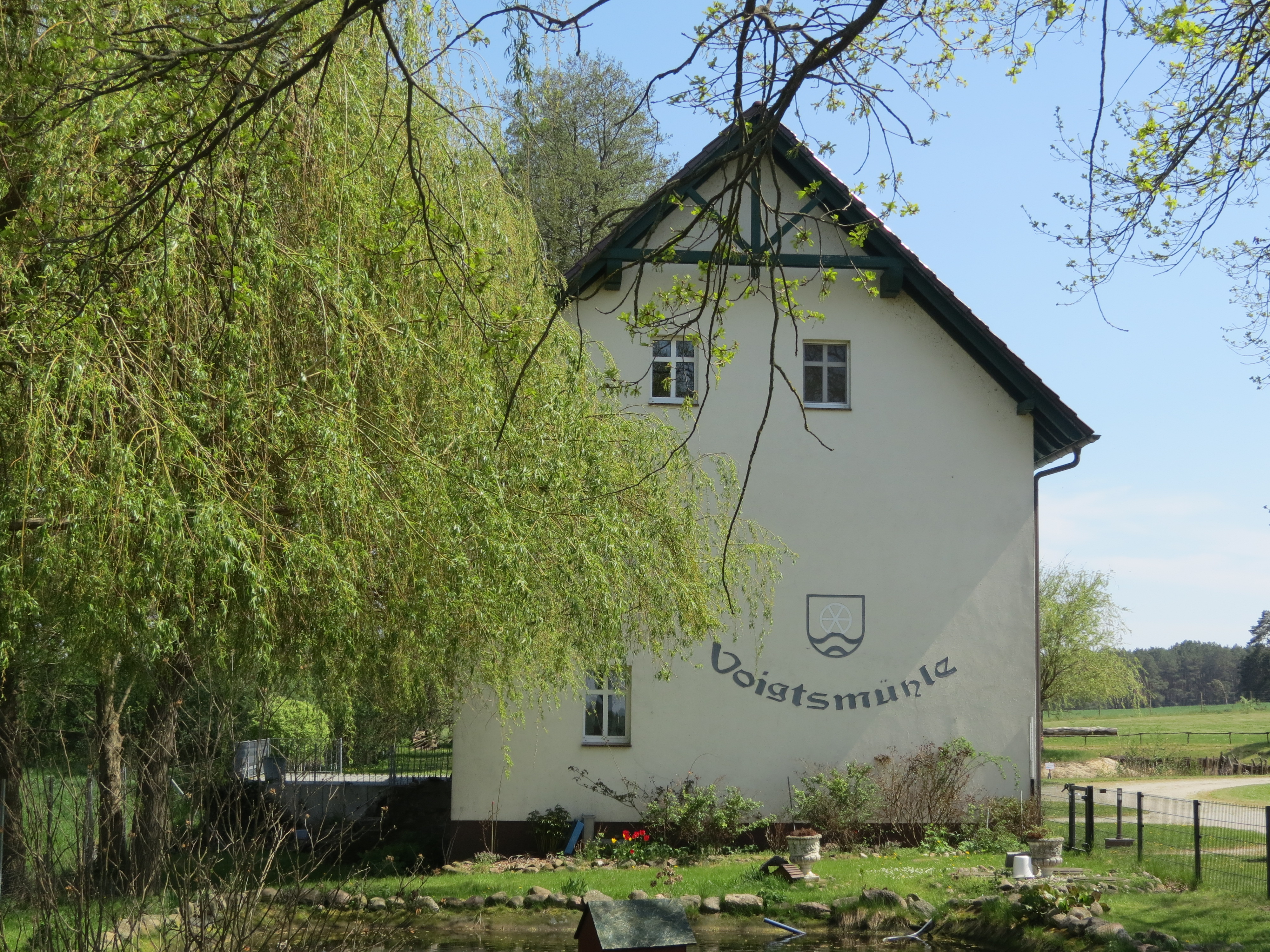
Voigtsmühle, Frontseite des ehemaligen Mühlengebäudes

## Lage
Die Voigtsmühle liegt 1,5 km südöstlich von Niewisch und 4 km südwestlich von Friedland an der Samgase. Der Wohnplatz ist über eine kaum befestigte Straße von Niewisch aus zu erreichen. Die Straße endet quasi dort. Lediglich ein Feldweg führt von der Voigtsmühle auch nach Möllen.

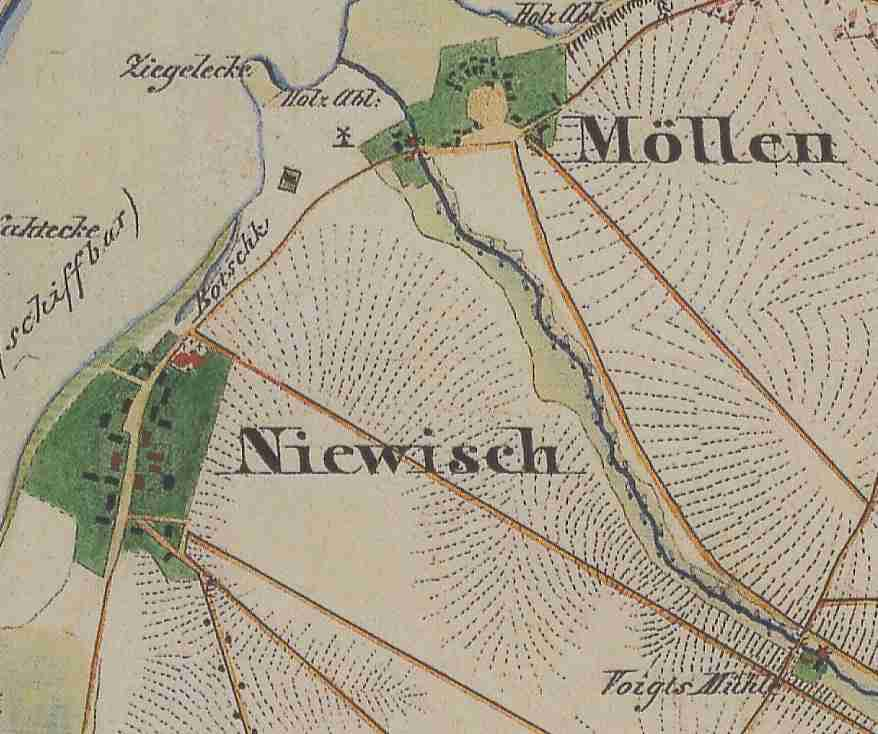
Niewisch, Möllen und Voigtmühle, Ausschnitt aus dem Urmesstischblatt 3951 Trebatsch von 1846

## Geschichte
Niewisch und auch die Voigtsmühle gehörten in der Neuzeit trotz der räumlichen Nähe zu Friedland nicht zum Johanniterordensamt Friedland, sondern waren Teil der Standesherrschaft Lieberose der von der Schulenburgs. Die Voigtsmühle wird 1601 erstmals in einem Schriftstück erwähnt. Sie dürfte aber um einiges älter sein. Nach einer Notiz im Niewischer Kirchenbuch soll der Pfarrer Mathias Krüger, der vorher Kantor zu Calau war, eher an Geschäften als an der Seelsorge für die Niewischer interessiert gewesen sein. Der Bericht nennt seine Geschäfte abwertend Roßtäuscherei. Mit dem Geld, das er durch seine Geschäftstätigkeit erwirtschaftete, soll er um 1622 die Voigtsmühle gekauft haben und wurde ein „Meister Malzmüller“. 1645 war Hans Krüger, vermutlich der Sohn des oben genannten Mathias Krüger Besitzer der Voigtsmühle. 1680 gehörte die Voigtsmühle wieder einem Mathias Krüger, wahrscheinlich einem Enkel des „Rosstäuschers“. 1818 standen im Wohnplatz Voigtsmühle zwei Wohnhäuser, die neun Bewohner hatten. 1840 wird nur noch ein Wohnhaus erwähnt, aber wiederum neun Einwohner.
1841 brannte die Voigtsmühle ab und wurde wieder aufgebaut. 1855 gehörte die Voigtsmühle  Mühlenmeister Friedrich August Weinhold. Die kurze Anzeige, die er im Öffentlichen Anzeiger des Amtsblattes der Königlich Preußischen Regierung zu Frankfurt a. d. O. aufgab, lässt auf eine gescheiterte Ehe schließen. Er wies darauf hin, dass er für Schulden, die seine Frau irgendwo machen sollte, nicht aufkommen würde. 1848/53 wurden die Reallasten der Voigtsmühle an die Herrschaft Lieberose abgelöst. Nach Güthlein hatte die Voigtsmühle 1856 sieben Einwohner. 1861 wurde das dem Mühlenmeister Friedrich August Weinhold gehörende Voigtsmühlengrundstück zwangsversteigert. Der Wert wurde damals auf 13.222 Taler geschätzt. Riehl und Scheu (1861) erwähnen ein Wohnhaus und 12 Einwohner und den Besitzer, Friedrich August Weinhold. 1864 ist nun wieder von zwei Wohngebäuden die Rede, die 10 Bewohner hatten.
1871 bestand der Wohnplatz Voigtsmühle aus zwei Wohnhäusern mit nun 13 Bewohnern. 1881 prozessierten die Mühlenbesitzern Hilgenfeld in Möllen und Wendt auf der Voigtsmühle gegen die Herrschaft Lieberose, weil diese auf dem Gut Trebitz einen Karpfenteich angelegt hatte. Die genauen Hintergründe des Streits sind nicht bekannt. 1910 war die Voigtsmühle im Besitz von einem Schröder, der die Mühle umbauen bzw. eine Zwillings-Francis-Schachtturbine einbauen ließ, die von der Quednau & Tismer Mühlenbaugesellschaft (Guben) realisiert wurde. 1925/32 prozessierte Mühlenbesitzer Friedrich Wendt von der Voigtsmühle erneut gegen den Grafen von der Schulenburg, dieses Mal wegen Verunreinigung des Samogase-Fließes. 1929 war die Voigtsmühle eine Mahl- und Ölmühle. Um 1930 wurde die Voigtsmühle an Jakob Pfeiffer  verkauft. Auch er prozessierte 1932/38 gegen den Grafen von der Schulenburg wegen Verunreinigung des Möllener (oder Samgase-) Mühlenfließes.
Nach dem Krieg wurde Jakob Pfeiffer enteignet. Nach der Wende wurde die Voigtsmühle 1992 an die hinterbliebene Erbin Helene Pfeiffer rückübertragen. Sie verkaufte das Anwesen 1993 an eine Architekten- und Ingenieursgruppe, die den Mühlenhof und das Gelände dahinter zu einem Ferienpark ausbauen wollten. Die Pläne zerschlugen sich, und 1999 kam die Voigtsmühle in den Besitz von Dr. Sieghard Asmus. Er begann mit der Sanierung des Mühlengebäudes über dem Natursteinmauerwerk. Er musste später Insolvenz anmelden.
2008 erwarb Hans van Beem die Voigtsmühle, brachte die Sanierung des Mühlengebäudes zum Abschluss und baute auf dem Gelände um das ehemalige Mühlengebäude einen Campingplatz und Freizeitpark der gehobenen Klasse auf.

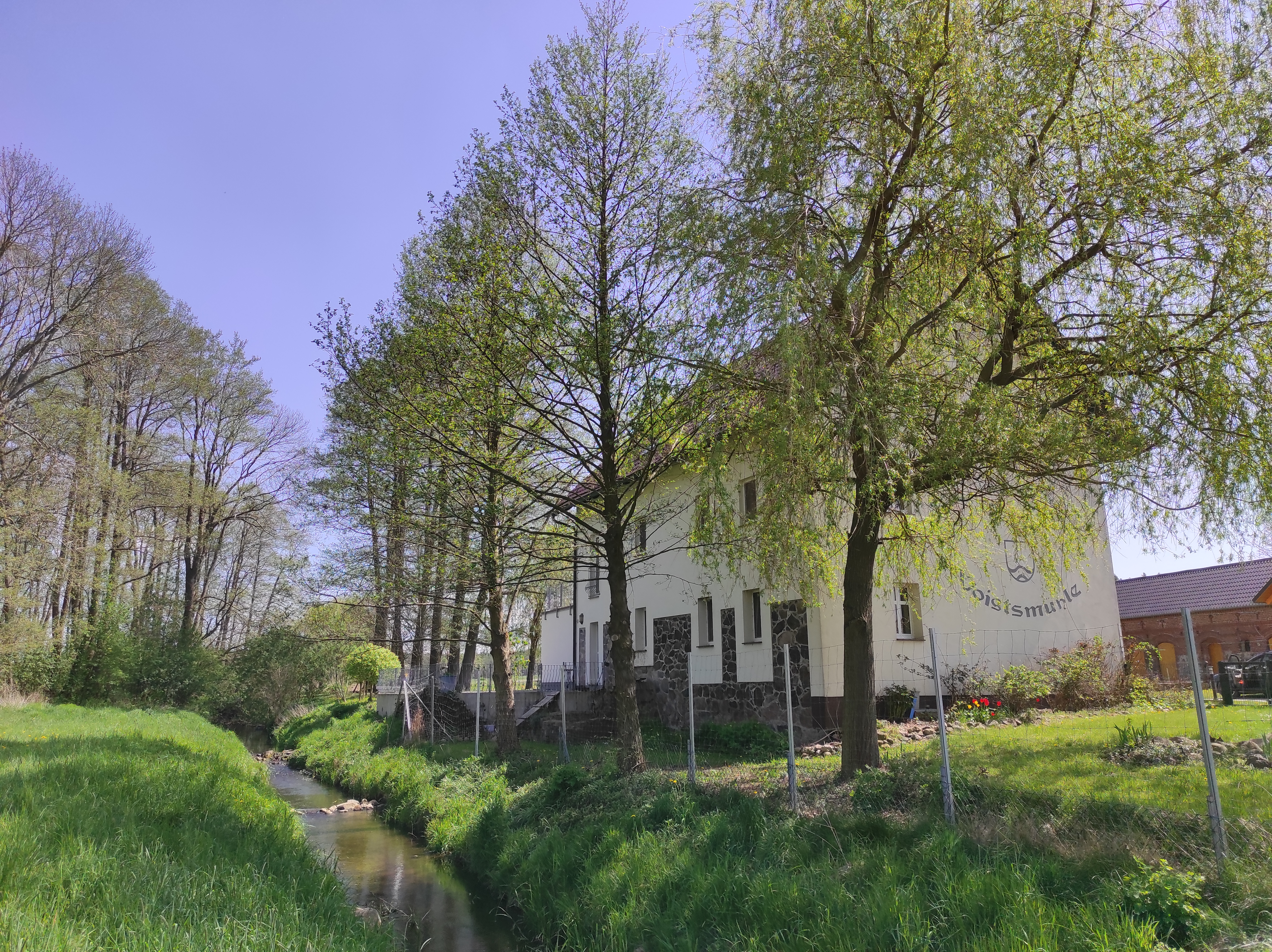
Voigtsmühle Mühlengebäude mit Samgasefließ, der Mühlenteich ist völlig beseitigt

## Kommunale Zugehörigkeit
Die drei Dörfer Niewisch, Pieskow und Speichrow, auch Wasserdörfer genannt, waren ursprünglich im Besitz des Klosters Neuzelle. Sie gingen Mitte des 16. Jahrhunderts in Adelsbesitz über. 1597 wurden sie zur Herrschaft Lieberose der von der Schulenburg hinzu erworben. Da sie ein Lehen des Klosters Neuzelle blieben, gehörten sie bis 1816 als Exklave zum Gubenischen Kreis der sächsischen Niederlausitz. Sie kamen erst in der Kreisreform von 1815/16 zum Kreis Lübben. Sie verblieben bei der ersten Kreisreform von 1950 in der damaligen DDR zunächst beim Kreis Lübben, kamen aber mit der Kreisreform von 1952 zum Kreis Beeskow. Der Kreis Beeskow bzw. ab 1990 Landkreis Beeskow wurde 1993 mit den Kreisen Fürstenwalde und Eisenhüttenstadt zum Landkreis Oder-Spree vereinigt. Niewisch und damit auch die Voigtsmühle bildeten 1992 mit 15 anderen Gemeinden und der Stadt Friedland zunächst das Amt Friedland (Niederlausitz). 2001 wurde Niewisch in die Stadt Friedland eingemeindet und ist seither ein Ortsteil von Friedland. Die Voigtsmühle hat den Status eines Wohnplatzes.

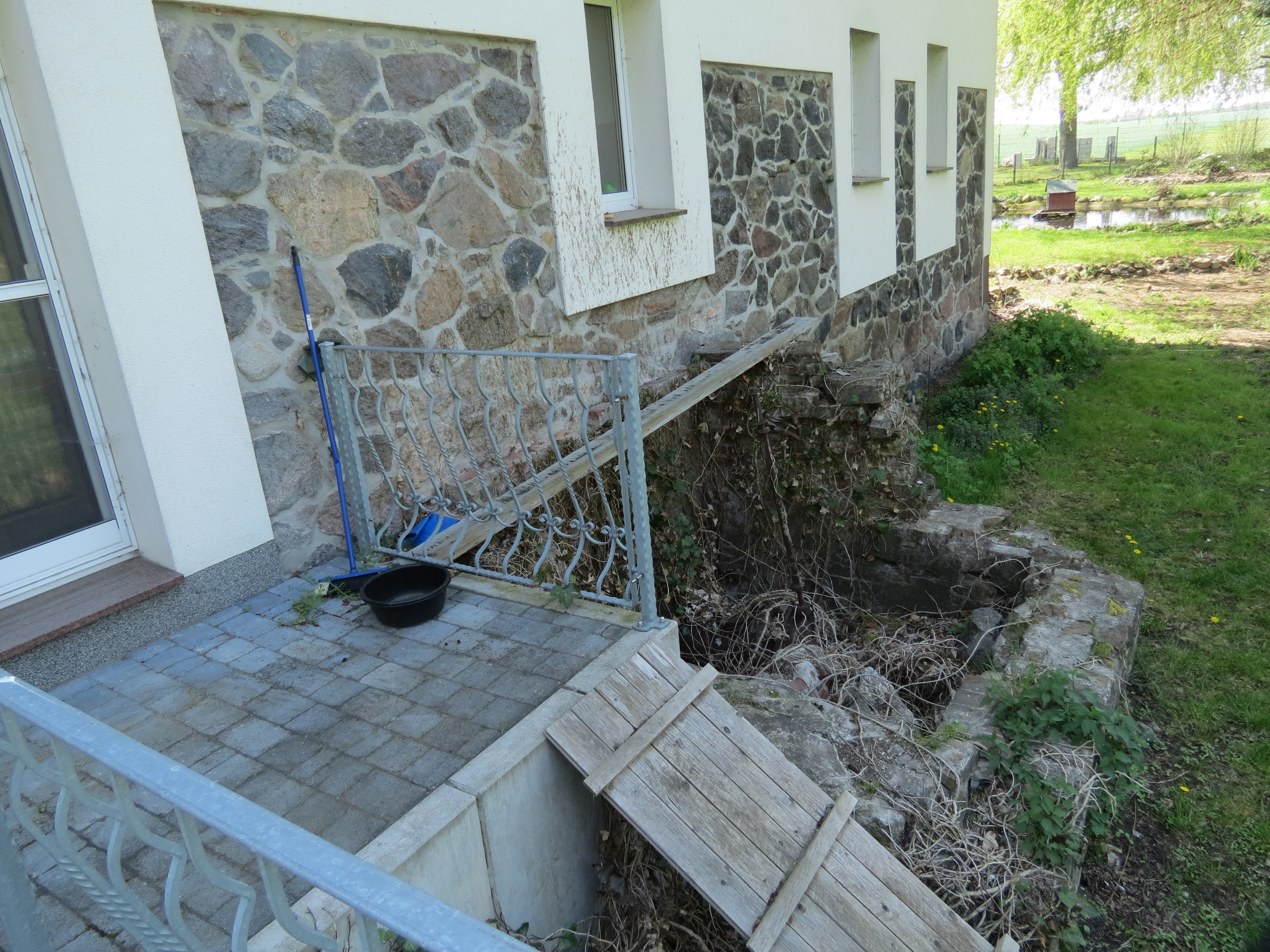
Voigtsmühle, Reste der alten Turbinenanlage

## Mühlengebäude und wasserbauliche Anlagen
Von den Mühlengebäuden hat sich nur das eigentliche Mühlengebäude erhalten. Es ist heute zu einem Wohnhaus umgebaut. Das Feldsteinuntergeschoss ist weitgehend unverputzt.
Der Mühlenteich wurde völlig beseitigt, das Samgasefließ wurde begradigt. An der fließseitigen Wand des ehemaligen Mühlengebäudes sind noch verrostete und verbogene Reste der Turbinenanlage vorhanden. Auch das ehemalige Gerinne ist nicht mehr erkennbar.